# 潘波斯
潘波斯（Panposh），是印度奥里萨邦Sundargarh县的一个城镇。总人口10227（2001年）。

## 人口
该地2001年总人口10227人，其中男性5189人，女性5038人；0—6岁人口1255人，其中男652人，女603人；识字率67.38%，其中男性为73.81%，女性为60.76%。